# Minato (Tokio)
Minato (港区 Minato-ku?) es un barrio especial de la Metrópolis de Tokio, en Japón. Frecuentemente y en otros idiomas, Minato se autodenomina como Comuna de Minato.  En 2023, la población estimada era de 260.486 habitantes, con una densidad de 12.807 personas por km², en un área de 20,34 km².  Fue creado el 15 de marzo de 1947.
En Minato se encuentran 49 embajadas. Varias compañías tienen su matriz en el barrio especial; entre otras se encuentran Dentsu, Fuji Xerox, Mitsubishi Heavy Industries, Ltd., Mitsubishi Motors Corporation, Morinaga & Co., Ltd., Morinaga Milk Industry Co,. Ltd., NEC Corporation, Nippon Television, Toshiba, Sony y Vodafone. 
Minato se encuentra al sur del Palacio Imperial.  Junto con Chiyoda y Chūō, se le considera uno de los barrios especiales que comprenden de la región central de la Metrópolis de Tokio.  Es el lugar de nacimiento del Emperador Shōwa.
En Minato se encuentra el barrio de Roppongi, el barrio chic para salir de noche. Hay gran presencia de extranjeros, aunque también hay una gran cantidad de japoneses. Destaca el club Velfarre, que acoge eventos de Para-para, hip-hop y además es un punto de referencia en la escena clubbing tokiota.
En Roppongi se encuentra Roppongi Hills, un complejo de rascacielos, viviendas, oficinas y ocio rodeado de boutiques de lujo.
En Minato también se encuentra Shimbashi, con la Torre de Tokio (con sus dos observatorios a 150 y 250 metros de altura), el parque Shiba y el templo Zojoji.

## Geografía
Minato está ubicado al suroeste del Palacio Imperial y tiene límites con los barrios especiales de Chiyoda , Chūō, Koto (en Odaiba), Shinagawa , Shibuya y Shinjuku.

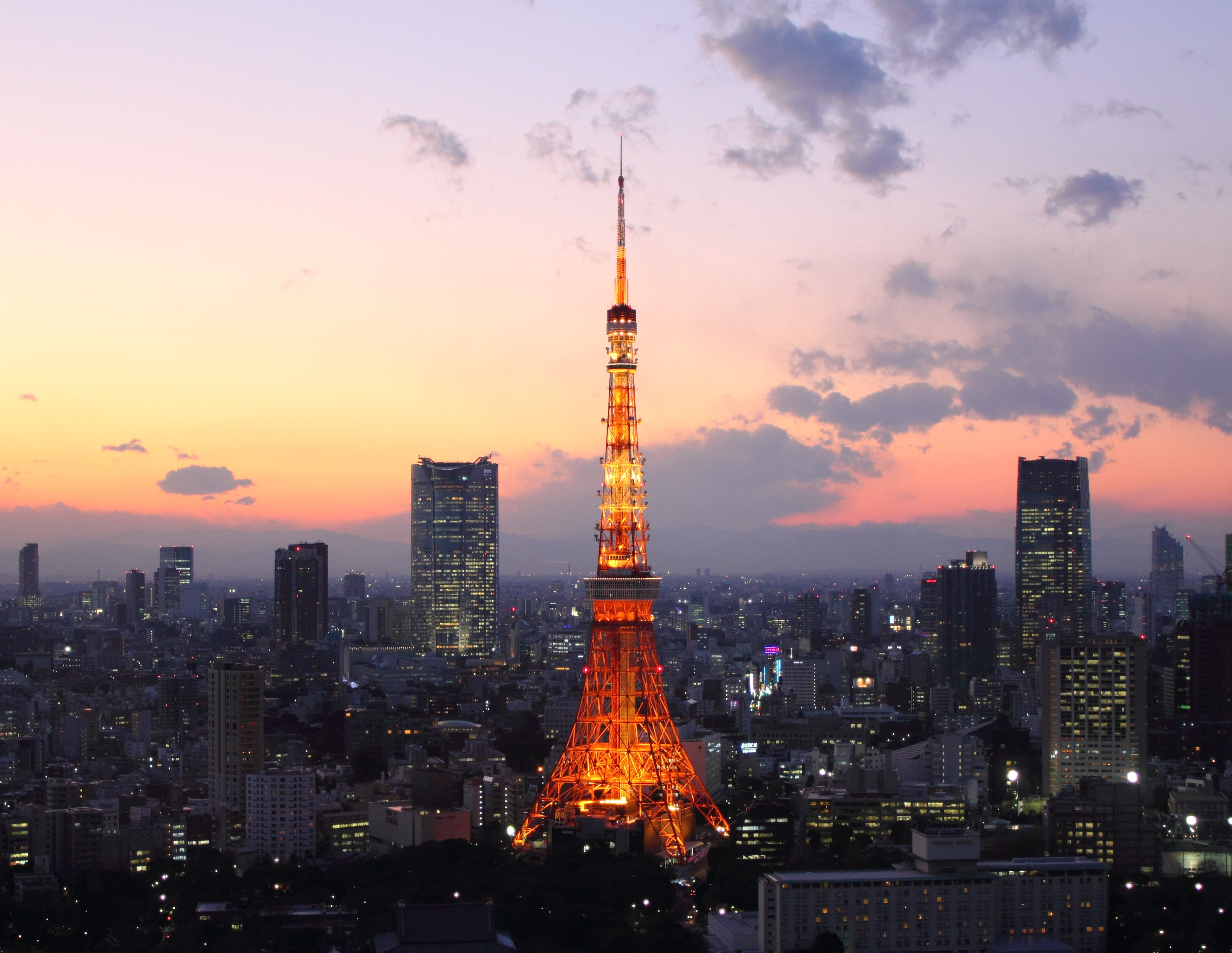
Vista de la tarde de Tokyo Tower.

## Distritos
- Akasaka
- Azabu-Juban
- Azabu-Nagasakachō
- Azabu-Mamianachō
- Atago
- Kaigan
- Kita-Aoyama
- Kōnan
- Shiodome
- Shiba
- Shibaura
- Shiba Kōen
- Shibadaimon
- Shirokane
- Shirokanedai
- Shinbashi
- Odaiba
- Takanawa
- Toranomon
- Nishi-Azabu
- Nishi-Shinbashi
- Hamamatsuchō
- Higashi-Azabu
- Higashi-Shinbashi
- Mita
- Minami-Aoyama
- Minami-Azabu
- Moto-Akasaka
- Moto-Azabu
- Roppongi

## Historia
El barrio especial fue fundado el 15 de marzo de 1947, con la fusión de los barrios de Akasaka, Azabu, y Shiba. El nombre Minato significa "puerto".

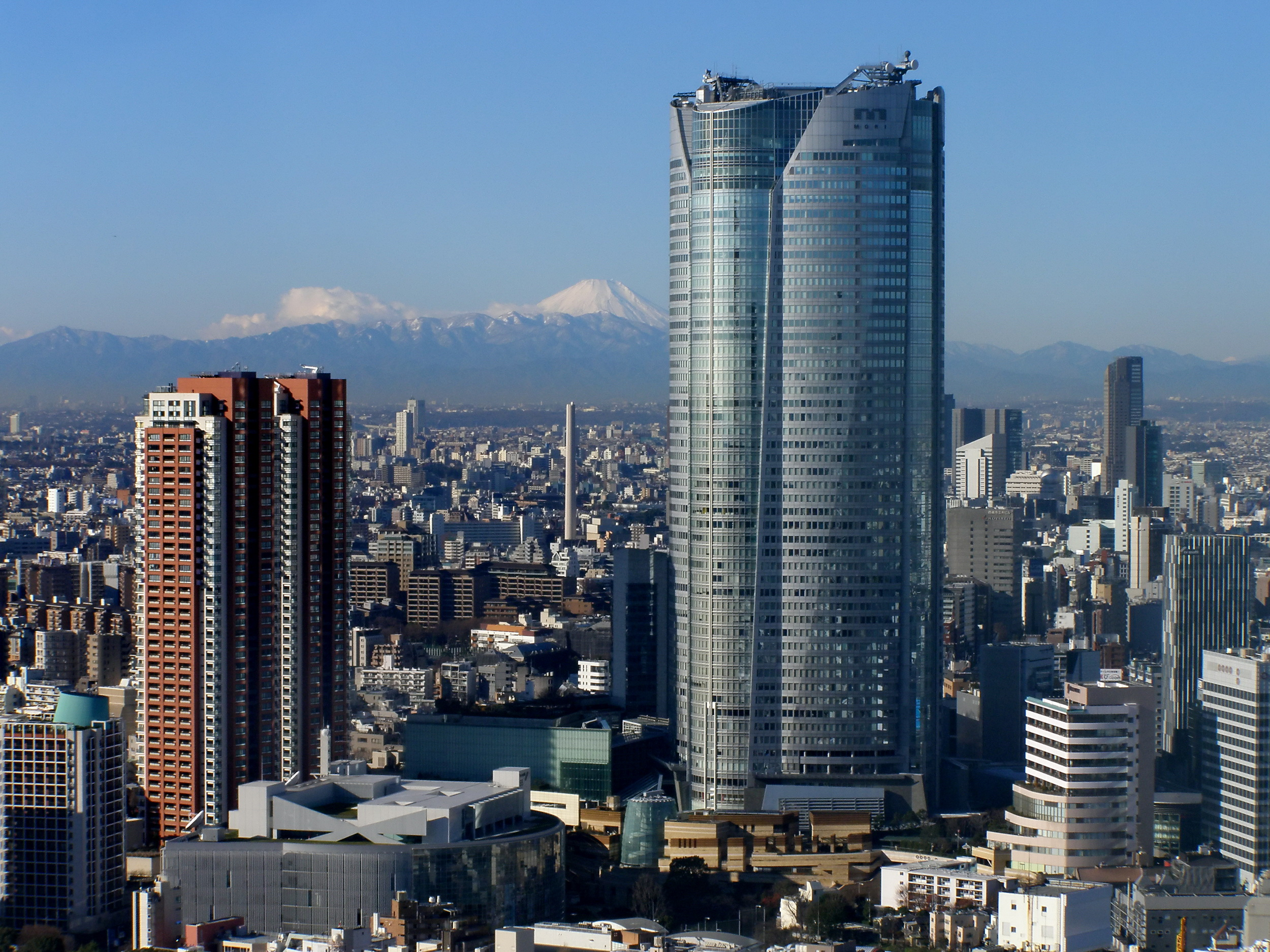
Roppongi Hills.

## Política y gobierno
Desde 2004 el alcalde del barrio es Masaaki Takei, un independiente apoyado por todos los partidos excepto el Partido Comunista de Japón. La Asamblea Legislativa de la comuna cuenta con 51 miembros y está dominada por el Partido Demócrata Liberal.

## Colegios y universidades
- Universidad de Keio
- Escuela de Medicina de la Universidad Jikei Shinbashi Nishi campus
- Kanazawa Instituto de Tecnología de la escuela de Postgrado; campus Toranomon
- Kitasato Universidad campus Shirokane
- Meiji Gakuin Universidad campus Shirokane
- Instituto Nacional de Graduados para Estudios de Política (GRIPS)
- Shibaura Instituto de Tecnología
- Temple University Japón
- Universidad de Tokio de Ciencias Marinas y Tecnología Shinagawa campus
- Universidad de Tokio Instituto de Ciencias Médicas

## Las escuelas primarias y secundarias
Escuelas primarias y secundarias públicas de la comuna son operados por la Junta de Educación de la Ciudad de Minato.
Mita Junior High School (三田中学校 ? ) abrió sus puertas en 2001 tras la fusión de Minato Junior High School y Shibahama Junior High School.
Las escuelas secundarias públicas locales son operados por la Junta de Gobierno Metropolitano de Tokio de la Educación 
- High School Akasaka
- High School Mita
- High School Roppongi
- Shiba High School Comercial